# Saison 1985-1986 de la LAH
Saison précédente Saison suivante
La saison 1985-1986 de la Ligue américaine de hockey est la 50e saison de la ligue durant laquelle treize équipes jouent chacune 80 matchs de saison régulière. Les Red Wings de l'Adirondack remportent leur deuxième coupe Calder.

## Saison régulière

### Classement
| Clt   | Équipe                       | PJ | V  | D  | N  | BP  | BC  | Pts |
| ----- | ---------------------------- | -- | -- | -- | -- | --- | --- | --- |
| +001, | Red Wings de l'Adirondack    | 80 | 41 | 31 | 8  | 339 | 298 | 90  |
| +002, | Mariners du Maine            | 80 | 40 | 31 | 9  | 274 | 285 | 89  |
| +003, | Golden Flames de Moncton     | 80 | 34 | 34 | 12 | 294 | 307 | 80  |
| +004, | Express de Fredericton       | 80 | 35 | 37 | 8  | 319 | 311 | 78  |
| +005, | Canadiens de Sherbrooke      | 80 | 33 | 38 | 9  | 340 | 341 | 75  |
| +006, | Oilers de la Nouvelle-Écosse | 80 | 29 | 43 | 8  | 314 | 353 | 66  |

| Clt   | Équipe                     | PJ | V  | D  | N | BP  | BC  | Pts |
| ----- | -------------------------- | -- | -- | -- | - | --- | --- | --- |
| +001, | Bears de Hershey           | 80 | 48 | 29 | 3 | 346 | 292 | 99  |
| +002, | Whalers de Binghamton      | 80 | 41 | 34 | 5 | 316 | 290 | 87  |
| +003, | Saints de Saint Catharines | 80 | 38 | 37 | 5 | 304 | 308 | 81  |
| +004, | Nighthawks de New Haven    | 80 | 36 | 37 | 7 | 340 | 343 | 79  |
| +005, | Indians de Springfield     | 80 | 36 | 39 | 5 | 301 | 309 | 77  |
| +006, | Americans de Rochester     | 80 | 34 | 39 | 7 | 320 | 337 | 75  |
| +007, | Skipjacks de Baltimore     | 80 | 28 | 44 | 8 | 271 | 304 | 64  |

- En gras : qualifiés pour les séries

### Meilleurs pointeurs
| Joueur            | Équipe                     | PJ | B  | A  | Pts | Pun |
| ----------------- | -------------------------- | -- | -- | -- | --- | --- |
| Paul Gardner      | Americans de Rochester     | 71 | 61 | 51 | 112 | 16  |
| Jody Gage         | Americans de Rochester     | 73 | 42 | 57 | 99  | 56  |
| Ross Fitzpatrick  | Bears de Hershey           | 77 | 50 | 47 | 97  | 28  |
| Tim Tookey        | Bears de Hershey           | 69 | 35 | 62 | 97  | 66  |
| Wes Jarvis        | Saints de Saint Catharines | 74 | 36 | 60 | 96  | 38  |
| Daryl Evans       | Whalers de Binghamton      | 69 | 40 | 52 | 92  | 50  |
| Geordie Robertson | Red Wings de l'Adirondack  | 79 | 36 | 56 | 92  | 99  |
| Paul Fenton       | Whalers de Binghamton      | 75 | 53 | 35 | 88  | 87  |
| Serge Boisvert    | Canadiens de Sherbrooke    | 69 | 40 | 48 | 88  | 18  |
| Larry Floyd       | Mariners du Maine          | 80 | 29 | 58 | 87  | 25  |
| Tom Roulston      | Skipjacks de Baltimore     | 73 | 38 | 49 | 87  | 38  |

## Séries éliminatoires
Les quatre premiers de chaque division sont qualifiés pour les séries. Toutes les séries sont disputées au meilleur des sept matchs.
- Le premier de chaque division rencontre le quatrième pendant que le deuxième affronte le troisième.
- Les vainqueurs s'affronte en finale de division.
- Les gagnants de chaque moitié de tableau jouent la finale de la coupe Calder[3].

|  | Demi-finales de division | Demi-finales de division | Demi-finales de division | Demi-finales de division |    |            | Finales de division | Finales de division | Finales de division | Finales de division |  |  | Finale de la Coupe Calder | Finale de la Coupe Calder | Finale de la Coupe Calder | Finale de la Coupe Calder |
|  |                          |                          |                          |                          |    |            |                     |                     |                     |                     |  |  |                           |                           |                           |                           |
|  |                          |                          |                          |                          |    |            |                     |                     |                     |                     |  |  |                           |                           |                           |                           |
|  |                          |                          |                          |                          |    |            |                     |                     |                     |                     |  |  |                           |                           |                           |                           |
|  | N1                       | Adirondack               | 4                        | 4                        |    |            |                     |                     |                     |                     |  |  |                           |                           |                           |                           |
|  | N1                       | Adirondack               | 4                        | 4                        |    |            |                     |                     |                     |                     |  |  |                           |                           |                           |                           |
|  | N4                       | Fredericton              | 2                        | 2                        |    |            |                     |                     |                     |                     |  |  |                           |                           |                           |                           |
|  | N4                       | Fredericton              | 2                        | 2                        | N1 | Adirondack | 4                   | 4                   |                     |                     |  |  |                           |                           |                           |                           |
|  |                          |                          |                          |                          | N1 | Adirondack | 4                   | 4                   |                     |                     |  |  |                           |                           |                           |                           |
|  |                          |                          | N3                       | Moncton                  | 1  | 1          |                     |                     |                     |                     |  |  |                           |                           |                           |                           |
|  | N3                       | Moncton                  | N3                       | Moncton                  | 1  | 1          | 4                   | 4                   |                     |                     |  |  |                           |                           |                           |                           |
|  | N3                       | Moncton                  |                          |                          |    |            |                     | 4                   |                     |                     |  |  |                           |                           |                           |                           |
|  | N2                       | Maine                    | 1                        | 1                        |    |            |                     |                     |                     |                     |  |  |                           |                           |                           |                           |
|  | N2                       | Maine                    | 1                        | 1                        | N1 | Adirondack | 4                   | 4                   |                     |                     |  |  |                           |                           |                           |                           |
|  |                          |                          |                          |                          | N1 | Adirondack | 4                   | 4                   |                     |                     |  |  |                           |                           |                           |                           |
|  |                          |                          | S1                       | Hershey                  | 2  | 2          |                     |                     |                     |                     |  |  |                           |                           |                           |                           |
|  | S1                       | Hershey                  | S1                       | Hershey                  | 2  | 2          | 4                   | 4                   |                     |                     |  |  |                           |                           |                           |                           |
|  | S1                       | Hershey                  |                          |                          |    |            |                     |                     |                     |                     |  |  |                           |                           |                           |                           |
|  | S4                       | New Haven                | 1                        | 1                        |    |            |                     |                     |                     |                     |  |  |                           |                           |                           |                           |
|  | S4                       | New Haven                | 1                        | 1                        | S1 | Hershey    | 4                   | 4                   |                     |                     |  |  |                           |                           |                           |                           |
|  |                          |                          |                          |                          | S1 | Hershey    | 4                   | 4                   |                     |                     |  |  |                           |                           |                           |                           |
|  |                          |                          | S3                       | Saint Catharines         | 3  | 3          |                     |                     |                     |                     |  |  |                           |                           |                           |                           |
|  | S3                       | Saint Catharines         | S3                       | Saint Catharines         | 3  | 3          | 4                   | 4                   |                     |                     |  |  |                           |                           |                           |                           |
|  | S3                       | Saint Catharines         |                          |                          |    |            |                     | 4                   |                     |                     |  |  |                           |                           |                           |                           |
|  | S2                       | Binghamton               | 2                        | 2                        |    |            |                     |                     |                     |                     |  |  |                           |                           |                           |                           |
|  | S2                       | Binghamton               | 2                        | 2                        |    |            |                     |                     |                     |                     |  |  |                           |                           |                           |                           |
|  |                          |                          |                          |                          |    |            |                     |                     |                     |                     |  |  |                           |                           |                           |                           |

## Trophées

### Trophées collectifs
| Coupe Calder : Vainqueurs des séries                        | Red Wings de l'Adirondack |
| Trophée F.-G.-« Teddy »-Oke : Champions de la division Nord | Red Wings de l'Adirondack |
| Trophée John-D.-Chick : Champions de la division Sud        | Bears de Hershey          |

### Trophées individuels
| Trophée Les-Cunningham : Meilleur joueur de la saison                                 | Paul Gardner (Americans de Rochester)               |
| Trophée John-B.-Sollenberger : Meilleur pointeur                                      | Paul Gardner (Americans de Rochester)               |
| Trophée Dudley-« Red »-Garrett : Meilleure recrue                                     | Ron Hextall (Bears de Hershey)                      |
| Trophée Eddie-Shore : Meilleur défenseur de la saison                                 | Jim Wiemer (Nighthawks de New Haven)                |
| Trophée Aldege-« Baz »-Bastien : Meilleur gardien                                     | Sam St. Laurent (Mariners du Maine)                 |
| Trophée Harry-« Hap »-Holmes : Gardien(s) de l'équipe ayant encaissé le moins de buts | Sam St. Laurent et Karl Friesen (Mariners du Maine) |
| Trophée Louis-A.-R.-Pieri : Meilleur entraîneur de la saison                          | Bill Dineen (Red Wings de l'Adirondack)             |
| Trophée Fred-T.-Hunt : Joueur au meilleur esprit sportif'                             | Steve Tsujiura (Mariners du Maine)                  |
| Trophée Jack-A.-Butterfield : Meilleur joueur des séries                              | Tim Tookey (Bears de Hershey)                       |